# Coryphopteris borealis
Coryphopteris borealis är en kärrbräkenväxtart som beskrevs av Holtt. Coryphopteris borealis ingår i släktet Coryphopteris och familjen Thelypteridaceae. Inga underarter finns listade.